# مجهر تباين التداخل التفاضلي

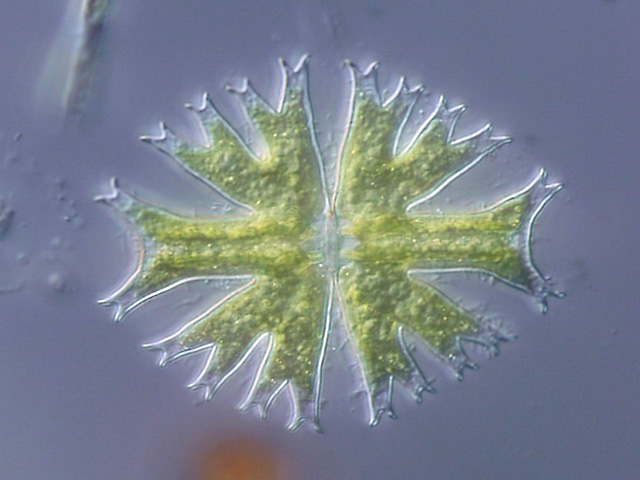
Micrasterias furcata (نوع من الطحالب الخضراء المجهرية) تم تصويرها في المجهر بواسطة مجهر تباين التداخل التفاضلي

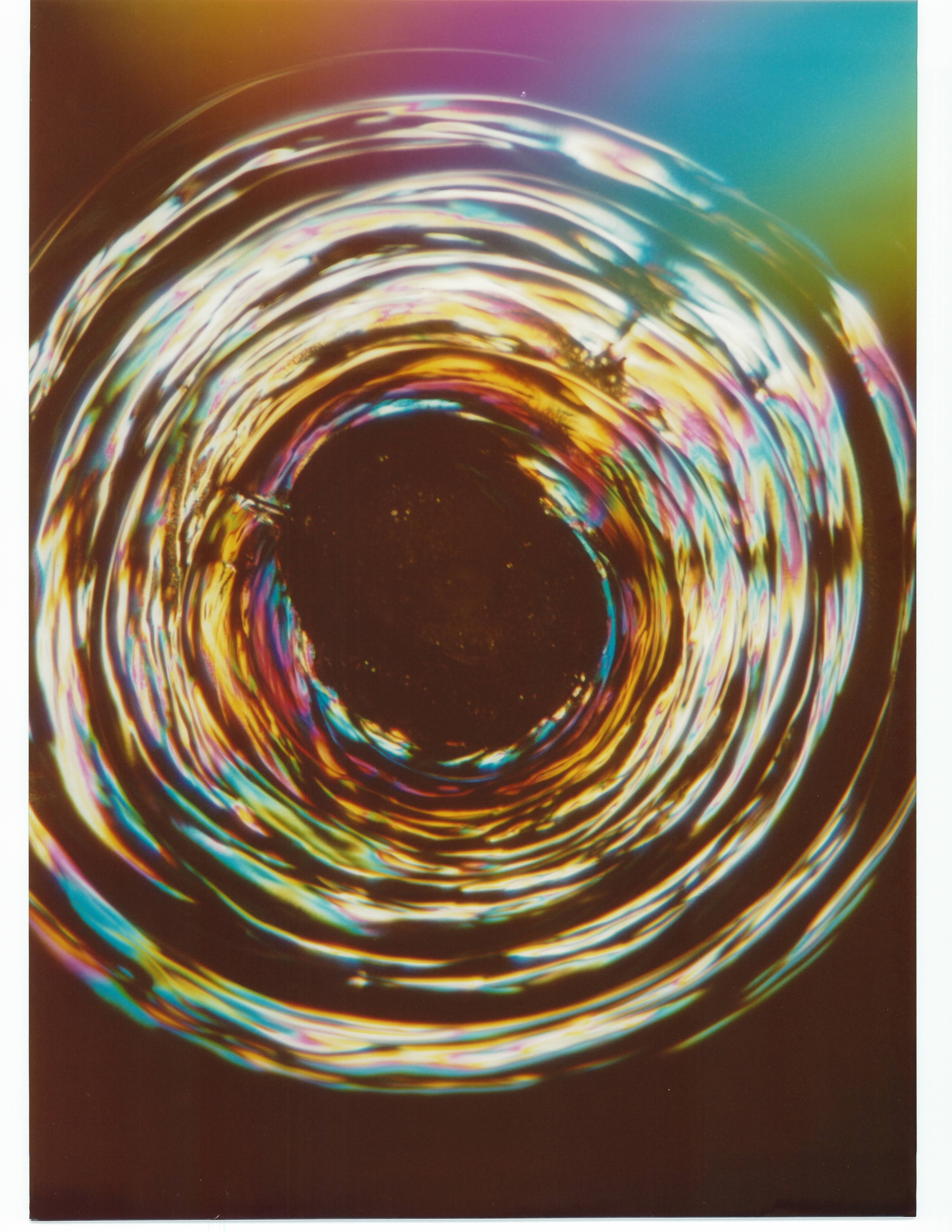
الضرر البصري الناجم عن الليزر في LiNbO _{3} تحت مجهر نومارسكي بتكبير 150 ×

مجهر تباين التداخل التفاضلي، المعروف أيضًا باسم تباين تداخل نومارسكي أو مجهر نومارسكي ، هو تقنية مجهرية ضوئية مستخدمة في تحسين التباين في العينات الشفافة غير الملونة. يعمل مجهر تباين التداخل التفاضلي وفقًا لمبدأ قياس التداخل من أجل الحصول على معلومات حول طول المسار البصري للعينة، ما يسمح برؤية الميزات غير المرئية. ينتج النظام البصري المعقد نسبيًا صورة للجسم بلون متراوح من الأسود إلى الأبيض على خلفية رمادية. تتشابه هذه الصورة مع تلك التي يمكن الحصول عليها بواسطة المجهر الضوئي ذو الأطوار المتباينة لكن بدون هالة الحيود الساطعة. يعود الفضل في اختراع هذه التقنية إلى فرانسيس هيوز سميث. عمل إرنست لايتز فيتسلار في ألمانيا على إنتاج «سميث دي آي كيه» وكان من الصعب تصنيعه. خضع مجهر تباين التداخل التفاضلي بعد ذلك لمزيد من التطويرات بواسطة الفيزيائي البولندي جورج نومارسكي في عام 1952.
تعمل تقنية تباين التداخل التفاضلي من خلال فصل مصدر الضوء المستقطب إلى جزأين متماسكين متبادلين ومستقطبين بشكل متعامد إذ يخضعان لإزاحة مكانية (قص) عند مستوى العينة، ليُعاد تركيبهما بعد ذلك قبل عملية المراقبة. يُعد تداخل الجزأين عند إعادة التركيب حساسًا لاختلاف المسار البصري (أي حاصل ضرب معامل الانكسار وطول المسار الهندسي). عند إضافة طور الإزاحة القابل للتعديل لتحديد التداخل عند درجة الصفر لاختلاف تباين المسار البصري في العينة، يصبح التباين متناسبًا مع تدرج طول المسار على طول اتجاه القص، ما يعطي مظهر التضاريس الفيزيائية ثلاثية الأبعاد التي تتوافق مع تغير الكثافة البصرية للعينة، مع التركيز على الخطوط والحواف على الرغم من عدم توفير صورة دقيقة طبوغرافيًا. 

## الصورة
تبدو الصورة على هيئة جسم ثلاثي الأبعاد تحت إنارة منحرفة للغاية، ما يتسبب في ظهور ضوء قوي وظلال داكنة على الوجوه المقابلة. يمكن تحديد اتجاه الإنارة الظاهرة من خلال اتجاه منشور ولاستون.
كما أوضحنا أعلاه، تتولد الصورة من صورتي مجال ساطع متطابقتين بعد وضعهما فوق بعضهما البعض مع درجة ضئيلة من الانحراف (ما يقارب 0.2 ميكرومتر عادة)، وينشأ التداخل اللاحق نتيجة فرق الطور ما يحول التغيرات في الطور (وبالتالي طول المسار الضوئي) إلى تغير مرئي في الظلام. قد يكون هذا التداخل بنائي أو تدميري، ما يعطي المظهر ثلاثي الأبعاد المميز.
يُعد فرق الطور النموذجي الذي يؤدي إلى التداخل صغيرًا للغاية، ونادرًا ما يزيد عن 90 درجة (ربع الطول الموجي). يعود هذا إلى التشابه بين معامل الانكسار لمعظم العينات والوسائط التي توجد فيها: على سبيل المثال، يبلغ فرق معامل انكسار الخلية الموجودة في الماء ما يقارب 0.05 فقط. يُعد فرق الطور الضئيل هذا هامًا في ضمان الوظيفة الصحيحة لمجهر تباين التداخل التفاضلي، إذ في حال وجود فرق طور كبير للغاية عند الموصل بين مادتين معينتين، قد يصل فرق الطور عندئذ إلى 180 درجة (نصف الطول الموجي)، ما يؤدي إلى تداخل مدمر كامل ومنطقة مظلمة شاذة؛ في حال وصول فرق الطور إلى 360 درجة (كامل الطول الموجي)، يؤدي ذلك إلى تداخل بنائي كامل، ما يخلق منطقة ساطعة شاذة.
يمكن مقاربة الصورة (إهمال الانكسار والامتصاص نتيجة العينة وحدود الدقة لفصل الشعاع) باعتبارها الفرق في طول المسار البصري بالنسبة إلى الموضع عبر العينة على طول القص، أي الفرق في معامل الانكسار (الكثافة البصرية) للعينة.
يمكن تعديل التباين باستخدام طور الإزاحة، إما من خلال ترجمة منشور نومارسكي الموضوعي، أوباستخدام اللوحة الموجية لامبدا/4 بين المستقطب ومنشور نومارسكي المكثف (تعويض دي سينارمونت). يتراوح التباين الناجم من الحقل المظلم لإزاحة الطور الصفرية (شدة متناسبة مع مربع الفرق في القص)، مرورًا بالتضاريس النموذجية المرصودة في الطور ~5–90 درجة، وصولًا إلى التلوين البصري عند 360 درجة، إذ يتحول الطول الموجي المنطفئ مع الفرق الطوري.
عند تجميع الصور المزاحة بشكل متسلسل، يمكن فصل الإزاحة الطورية التي تسبب بها الجسم عن الآثار غير التداخلية غير المرغوب فيها، ما يؤدي عادة إلى تحسن في التباين، على وجه الخصوص في العينات الكدرة.